# Grad Landsfort
 Grad Landsfort  ali Landsfort Herle je bila srednjeveška cerkvena utrdba v nizozemskem mestu Heerlen , v provinci Limburg. Lokacija nekdanjega gradu tvori staro središče Heerlena in je še vedno prepoznavna v vzorcu ulic. Nad zemljo sta ohranjena zaporniški stolp in cerkev sv. Pankracija.

## Zgodovina
V listini iz leta 1065 škofa Uda iz Toula je naveden v njegovi lasti alod, po imenu Heerlen in Steinfeld. Udo je bil sin grofa Rikvina Ripuarijskega in Eifelskega in grofice Matilde. Kot škof v Toulu je Udo podaril svoje posesti v Heerlenu cerkvi v Toulu, vendar je to donacijo verjetno razveljavila njegova družina, saj "Annales Rorenes" leta 1121 omenja posesti v Heerlenu kot "proprium" njegovega bratranca grofa Teoderika Areškega. Nasledil ga je njegov vnuk Teoderik II., grof Areški. Na ta način je Heerlen postal posest grofov Areških-Hochstadenskih. Teoderik in njegovi sinovi so začeli graditi cerkev sv. Pankracija v Heerlenu. Verjetno je graditelj še obstoječega jetniškega stolpa, prvotno njegovega (utrjenega) stanovanjskega stolpa.

### Castrum de Herle
V srednjeveškem pisnem delu "življenje svetega Gerlaha" iz leta 1225 je omenjena plemiška ženska iz "Castrum de Herle", s čemer je utrdba prvič eksplicitno navedena v pisnih dokumentih. Tistega leta so v Heerlen prišle vojaške okrepitve. Leta 1239 je bil brabantski vojvoda v vojni s kölnskim nadškofom Konradom Hochstadenskim. Slednjega bratranec, Dirk Areški-Hochstadenski, se je v tej vojnii postavil na stran nadškofa in proti svojemu gospodu, vojvodi Brabantskemu. Vojvoda je iz maščevanja zavzel trdnjavo Herle in jo uničil. V Roermondu je bil 24. februarja 1244 sklenjen mir. Dirk Hochstadenski je od vojvode dobil dovoljenje za obnovo utrdbe. Pravzaprav je tega leta 1244 grof Areško-Hochstadenski dobil dovoljenje za pretvorbo obstoječe utrdbe, verjetno stanovanjskega stolpa, kasneje imenovanega jetniški stolp, v utrjeno naselje, podeželsko trdnjavo. Struktura te utrdbe je še vedno prepoznavna na načrtu ulic okoli Pancratiuspleina.
Po Dirkovi smrti leta 1246 je njegova posest prešla v roke njegovega strica Friderika. Celotno dediščino, grofijo Hochstaden z gradovi Are, Hart in Hochstaden ter torej tudi posesti v Heerlenu, je podaril kölnski nadškofiji. Nadškof je pridobil velika posestva v Heerlenu in okolici, ki jih je odslej upravljal upravni urad Kölnske korarske komore.

### Pod Vojvodino Brabantom
V 14. stoletju je Heerlen postal gospostvo v deželi Valkenburg. Leta 1318 je izbruhnila nova vojna med vojvodo Brabantskim in gospodom Valkenburškim. Vojvoda je zasedel Sittard in uspešno oblegal Landsfort. Garnizija, nameščena v trdnjavi Heerlen, se je predala brez boja. V dokumentu iz tega leta je Heerlen označen kot oppidum, kar kaže na takratni razvoj Heerlena v mesto. Vendar mestne pravice nikoli več niso bile uveljavljene. Heerlen je zdaj še naprej obstajal kot trdnjava z vojaškim pomenom. Dobil je tudi status svoboščine, kjer je imel zemljiški gospod en fevd, ostalo zemljišče pa je bilo razdeljeno med prebivalce. Ni jim bilo treba plačati nekaterih davkov in niso imeli vzdrževalnih storitev. Lokalni prebivalci so imeli tudi 'pravico do zatočišča', da so lahko v primeru nevarnosti poiskali varnost med grajskimi zidovi. Prisotna je bila tudi svetniška klop. Leta 1354 je kralj Karel IV. podelil Valkenburg in »trdnjavo Hirle« v fevd Reinoldu, gospodu Schoonvorstskemu. Okrog leta 1400 je Heerlen prešel pod oblast burgundskih vojvod. Stanovanjski stolp Landsfort je bil od prve polovice 16. stoletja uporabljen kot zapor, po katerem je sčasoma dobil ime zaporniški stolp. Stolp je do leta 1879 ostal v uporabi kot zapor.

### Propad
Grad Heerlen je še naprej igral vlogo v vojnah do 17. stoletja. Gelderlandska vojska je na primer oblegala grad leta 1543 in v letih 1588 do 1594 so se bili redni boji. Po tem pa se je Heerlenov pomen zmanjšal. Leta 1648 se je z mirom v Münstru končala osemdesetletna vojna. Vendar se je vojno stanje ohranilo še več let. Šele leta 1661 je prišlo do delitve med španskim kraljem in Republiko Združeno Nizozemsko z Delitveno pogodbo. Heerlen postal del pristojnosti Generalnih stanov (tj. v lasti Nizozemske republike), vendar je Schaesberg postal Španski, Nieuwenhagen pa spet v lasti Generalnih stanov. Leta 1670 so šerif in svetniki pozvali generalne stanove, naj obnovijo propadajočo trdnjavo. Vendar Heerlen ni imel več pomembnega vojaškega pomena za republiko in dlje od popravila vhodnih vrat ni šlo. Trdnjava Heerlen je dolgo služila za obrambo okoliške države, zato je morala stroške kriti vlada v Haagu.
To je pomenilo konec starega gradu. Obzidje je bilo v 18. stoletju delno razgrajeno. Jugozahodna Ahenska vrata so izgubila svojo funkcijo in obzidje okoli vrat je bilo porušeno v letih 1760 in 1778-1788. Prav tako ni ostalo veliko od jarka: ob koncu 17. stoletja je bil del vzdolž Pancratiusstraat že zasut in uporabljen kot zelenjavni vrt, preden so ga v 18. stoletju zasuli. Leta 1822 sta ostala samo dva dela prekopa: Bongerdpoel na severni strani in Kerkgraaf na južni strani. Leta 1899 so tudi te ostaline zasuli.

## Galerija slik
- Odsek zidu na Pancratiusstraat, ki je bil obnovljen leta 2006
- Krožno središče. Hiše se nahajajo ob nasutem kanalu
- Pogled na trg Pancratiusplein
- Razkopano grajsko obzidje